# Mahlsdorf (Wiesenburg/Mark)
Mahlsdorf ist ein Wohnplatz im Ortsteil Reetz der Gemeinde Wiesenburg/Mark im Landkreis Potsdam-Mittelmark in Brandenburg.

## Geografische Lage
Die Siedlung liegt im westlichen Teil der Gemarkung von Wiesenburg/Mark und dort nördlich von Reetz. Östlich liegt der Wohnplatz Alte Hölle, südöstlich Reetzerhütten. Der nördliche Teil ist bewaldet und von mehreren Erhebungen durchzogen, darunter der Schneidersberg, der Observationsberg und die Katzenberge. Der südliche Teil wird überwiegend landwirtschaftlich genutzt und durch einen unbenannten Graben entwässert. Östlich der Wohnbebauung wird Kies abgebaut. Das Gelände fällt von den Erhebungen mit einer Höhe von rund 160 m auf rund 130 m nach Süden hin ab. Das Dorf entstand als Vorwerk mit Kleinsiedlung. Im Mahlsdorfer Forst gingen die wüste Feldmark Elsholz und Falkenberg auf.

## Geschichte
Mahlsdorf erschien erstmals als czu malnstorff, czu malstorff im Jahr 1388 in den Akten. Die Familie Seedorf erhielt Hebungen aus einem Hof. In den Jahren 1419/1420 gab es in malstörff einen Richter, der die Gerichtsbarkeit sowie vier Hufen hielt. Nach 1420 und vor 1487 fiel das Dorf wüst. Es gelangte vor 1487 in den Besitz der Brandt von Lindau; dort erschien es erneut im Jahr 1554 als wüste Dorfstätte. Zwischenzeitlich beklagte der Pfarrer aus Reetz, dass ihm der Zehnt aus Mahlsdorf vorenthalten werde. Erst 1575 wurde von einem Vorwerk mit einer Schäferei berichtet, das 1592 als Malsdorff ein Forberg vndt Schäfferey bezeichnet wurde.
Das Vorwerk erzielte im Jahr 1627 einen Ertrag von 102 Scheffel Weizen, 554 Scheffel Roggen, 810 Scheffel Gerste und 436 Scheffel Hafer. Auf der Fläche wurden 50 Stück Rindvieh, 775 Schafe und 29 Schweine gehalten. Die von Brandt von Lindau errichteten in der Mitte des 17. Jahrhunderts in Mahlsdorf einen Wohnsitz. Mahlsdorf ging im Jahr 1755 an die Familie Watzdorf, die es nach zehn Jahren an die Familie Trotta genannt Treyden weitergaben. Im Jahr 1765 konnte auf dem Vorwerk 1 Wispel 14 ¾ Scheffel Weizen, 11 Wispel 9 ¼ Scheffel Roggen, 2 Wispel 16 Scheffel Gerste, 7 Wispel 5 Scheffel Hafer und 1 Wispel Erbsen ausgesät werden. Es wurden 800 Schurschafe, 25 Märzschafe, 50 Hammel und 15 Kühe gehalten. Für 1777 sind keine Einwohner verzeichnet.
Im Jahr 1837 bestand Mahlsdorf aus dem Rittergut und Dorf, der Schäferei Hammelstall und zehn Wohnhäusern. Das Gutshaus wurde um 1840 erneuert. Kurz darauf übernahm im Jahr 1846 die Familie Goldacker das Dorf. Es bestand im Jahr 1858 als dem Rittergut sowie einem öffentlichen, neun Wohn- und 19 Wirtschaftsgebäuden, darunter eine Darre für Kiensamen. Die Gemarkung war 7432 Morgen (Mg) groß: 7 Mg Gehöfte, 36 Mg Gartenland, 1024 Mg Acker, 154 Mg Wiese, 11 Mg Weide, 6200 Mg Wald. Sie bestand im Jahr 1871 mit den Wohnplätzen Vorwerk Alte Hölle und Forsthaus Kalotsche.
Zur Jahrhundertwende war Mahlsdorf insgesamt 1915 Hektar groß und bestand aus 16 Häusern. Das Gutshaus musste nach einem Brand im Jahr 1903 erneuert werden. Mahlsdorf bestand 1905 auch mit dem Wohnplatz Reetzerhütten. Der Gutsbezirk Mahlsdorf wurde 1928 mit der Gemeinde Reetzerhütten vereinigt. Mahlsdorf war 1931 ein Wohnplatz, 1973 ein Ortsteil von Reetzerhütten. Im genannten Jahr bestand im Dorf eine Revierförsterei.

## Bevölkerungsentwicklung
| Jahr      | 1817 | 1837 | 1858 | 1871 | 1885 | 1895 | 1905                         | 1925 |
| Einwohner | 73   | 69   | 86   | 25   | 36   | 18   | 26 und 12 (F. Reetzerhütten) | 28   |

## Kultur und Sehenswürdigkeiten
- Das Herrenhaus von 1780 wurde um 1840 erneuert und nach einem Brand im Jahr 1903 renoviert. Es steht, wie auch die angrenzende Parkanlage mit Gärtnerhaus, unter Denkmalschutz.